# Bürgerpark Pankow
Der Bürgerpark Pankow ist ein zwölf Hektar großes Parkgelände längs der Panke in Berlin. Er wurde im 19. Jahrhundert als Landsitz hergerichtet und 1907 von der Gemeinde Pankow erworben. Die öffentlich zugängliche Grünanlage befindet sich in unmittelbarer Nähe zum Pankower Rathaus im Bezirk Pankow. Er grenzt im Osten an die Villen um den Heinrich-Mann-Platz, im Norden an den Friedhof Pankow III, im Westen an das Bahngelände des Bahnhofs Wollankstraße und im Süden an die Wilhelm-Kuhr-Straße.

## Geschichte

### Vorgeschichte

Lage des damaligen Privatgeländes auf einer Karte von 1894

Im Jahr 1856 erwarb der Begründer der Berliner Börsen-Zeitung, Hermann Killisch von Horn, das Gelände des heutigen Bürgerparks an der Panke, eine ehemalige Papiermühle von 1800, um für sich und seine Familie hier einen Landsitz einzurichten. In den Jahren 1863–1864 vergrößerte er das Areal durch Zukauf auf zehn Hektar und legte gemeinsam mit Wilhelm Perring, dem späteren Garteninspektor und technischen Leiter des Botanischen Gartens Berlin, einen Landschaftsgarten nach englischem Muster an.
Das Gebäude der alten Papiermühle, die einmal bis zu 60 Arbeiter beschäftigte, wurde zum Herrenhaus umgestaltet, Wohn-, Wirtschafts- und Schmuckbauten entstanden, Palmenhäuser, Brücken und ein indischer Tempel. Den Zugang bildete das noch bestehende, um 1865 nach dem Vorbild italienischer Triumphbögen errichtete und 2007 komplett restaurierte dreiteilige Eingangsportal im Stil der Neorenaissance. Nach dem Tod des Gründers blieb der Park zunächst in Familienbesitz. Das Mausoleum Hermann Killisch von Horns befindet sich auf dem damals am Park liegenden Ersten Gemeindefriedhof, der heute als Schmuckfriedhof Parkcharakter hat und dem Bürgerpark zugeschlagen wurde.

### Entstehungsgeschichte

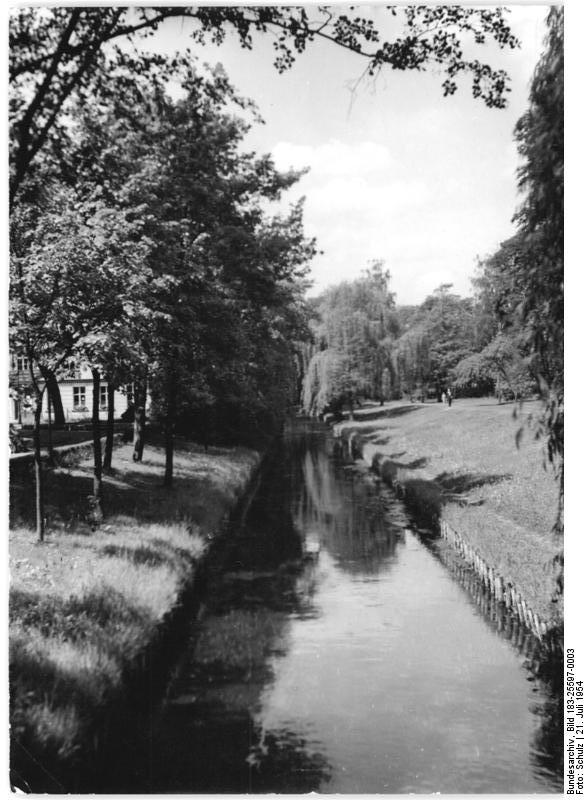
Ansicht des Parks, 1954

Im Jahr 1907 kaufte die Gemeinde Pankow unter ihrem Bürgermeister Wilhelm Kuhr (1865–1914) den Park für 1,45 Millionen Mark (kaufkraftbereinigt in heutiger Währung: rund 10,71 Millionen Euro). Wilhelm Kuhr setzte sich für den Erwerb des Geländes ein und verhinderte somit, dass der Park Bodenspekulationen, wie es sie zur Gründerzeit in den aufstrebenden Berliner Vororten gab, zum Opfer fiel.
Das Obergärtnerhaus wurde zum Gartenrestaurant mit Musikpavillon ausgebaut, der Park in eine öffentliche Grünanlage umgewandelt. Mit der Freigabe des Parks an die Bürger im Jahr 1907 erhielt er seinen jetzigen Namen. Im Jahr 1923 wurde am Nordufer der Panke auf dem Niederschönhauser Gebiet der Volkspark Schönholzer Heide geschaffen. Organisatorisch gehörte er zu dem Parkgelände jenseits der Hermann-Hesse-Straße. Dieser Streifen wurde noch bis an die 1990er Jahre unter eigenem Namen geführt, obwohl er mit dem Bürgerpark und dem 1971 aufgelassenen 1. Gemeindefriedhof an der Wilhelm-Kuhr-Straße Ecke Kreuzstraße eine augenscheinliche Einheit bildete. Einige Jahre wurde der Bürgerpark sogar von einem geschäftstüchtigen Apotheker als Kurpark beworben, weil er mittendrin erfolgreich einen Ausschank mit den bekanntesten Mineralwässern Deutschlands und Europas betrieb.
Durch die Luftangriffe im Zweiten Weltkrieg wurden die Gebäude im Park stark in Mitleidenschaft gezogen und danach einerseits zurückgebaut, zum Teil in den 1960er Jahren abgerissen. Davon betroffen war das Herrenhaus und das Restaurantgebäude. Nach einer grundlegenden Erneuerung in den Jahren 1965–1968 erhielt der Park sein heutiges Aussehen. Die Panke prägt den Park ebenso wie weiträumige Wiesenflächen und ein umfangreicher, gut erhaltener Baumbestand. Im Süden des Parks zwischen zwei künstlich angelegten Hügeln liegt seit den 1950er Jahren ein Tiergehege, das seit den 1990er Jahren mit Zwergziegen besetzt ist. Volieren mit Pfauen, Fasanen und seltenen Tauben findet man am ehemaligen Jägerhaus.
In den Sommermonaten können die Besucher das Angebot der Park-Bibliothek nutzen, das Café ist ganzjährig geöffnet und der Bereich Rosengarten lädt zum Verweilen.

### Pflanzenreichtum
Der teilweise bis zu 150 Jahre alte Baumbestand besteht aus Eichen, Buchen und vielen Ahornarten. Entlang des Pankeufers steht als Naturdenkmal eine etwa hundertjährige Sumpfzypresse (Taxodium distichum). Weitere ausgewiesene Naturdenkmale sind eine Amerikanische Roteiche (Quercus rubra) und eine Rotbuche (Fagus sylvatica). Bei einem Besuch des Parks können Maulbeerbaum, Trompetenbaum, Tulpenbaum und Edelkastanie entdeckt werden.
In den Jahren 1990–1992 wurde ein sortenreicher Rosengarten angelegt, der im Sommer ein Anziehungspunkt für die Besucher ist. Hier blühen Beet- und Strauchrosen, Teehybriden, Minirosen, Stämmchen sowie Kletterrosen, die sich an der Pergola aus Sandsteinsäulen hochranken. Im Musikpavillon finden gelegentlich Konzerte statt.

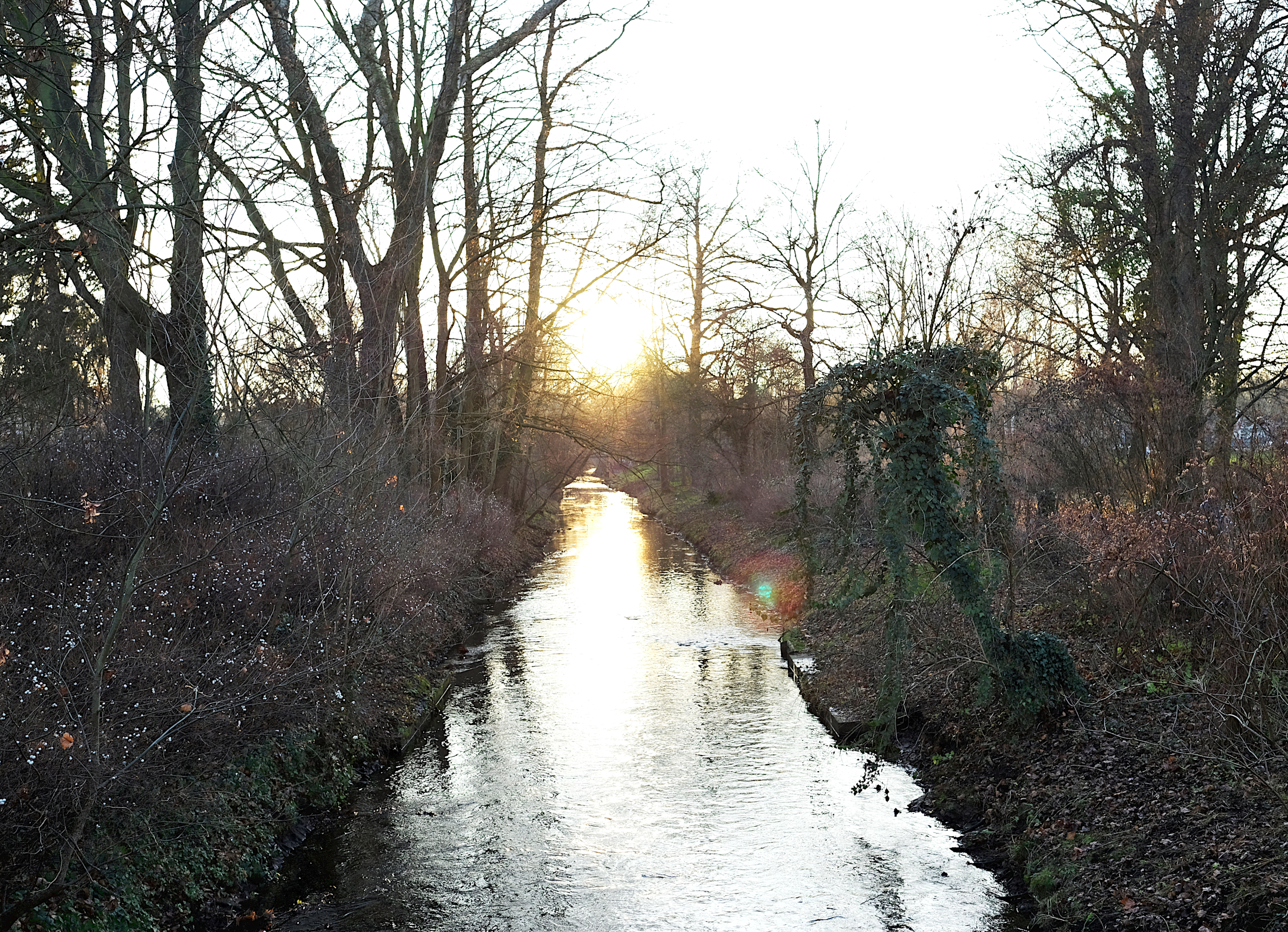
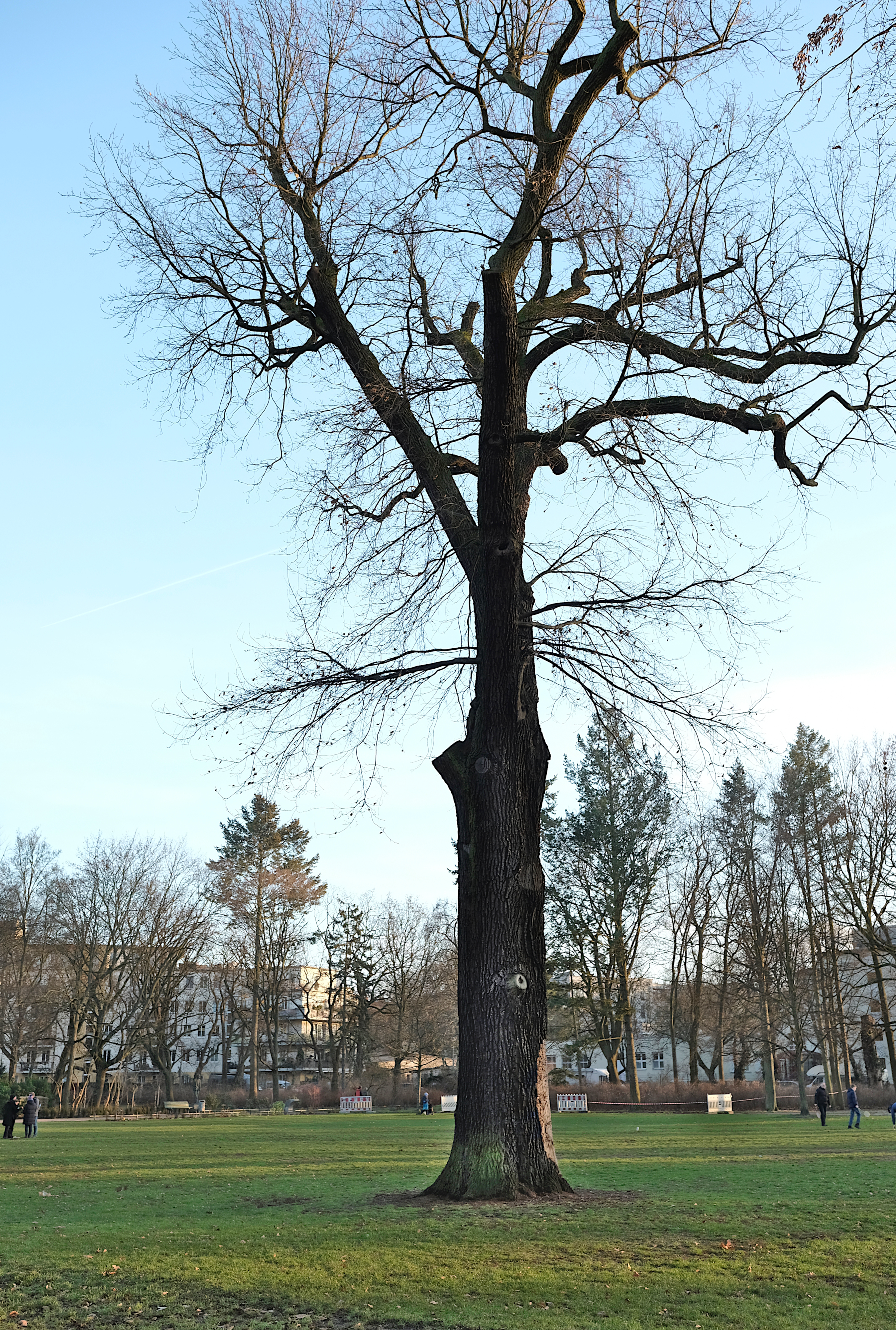
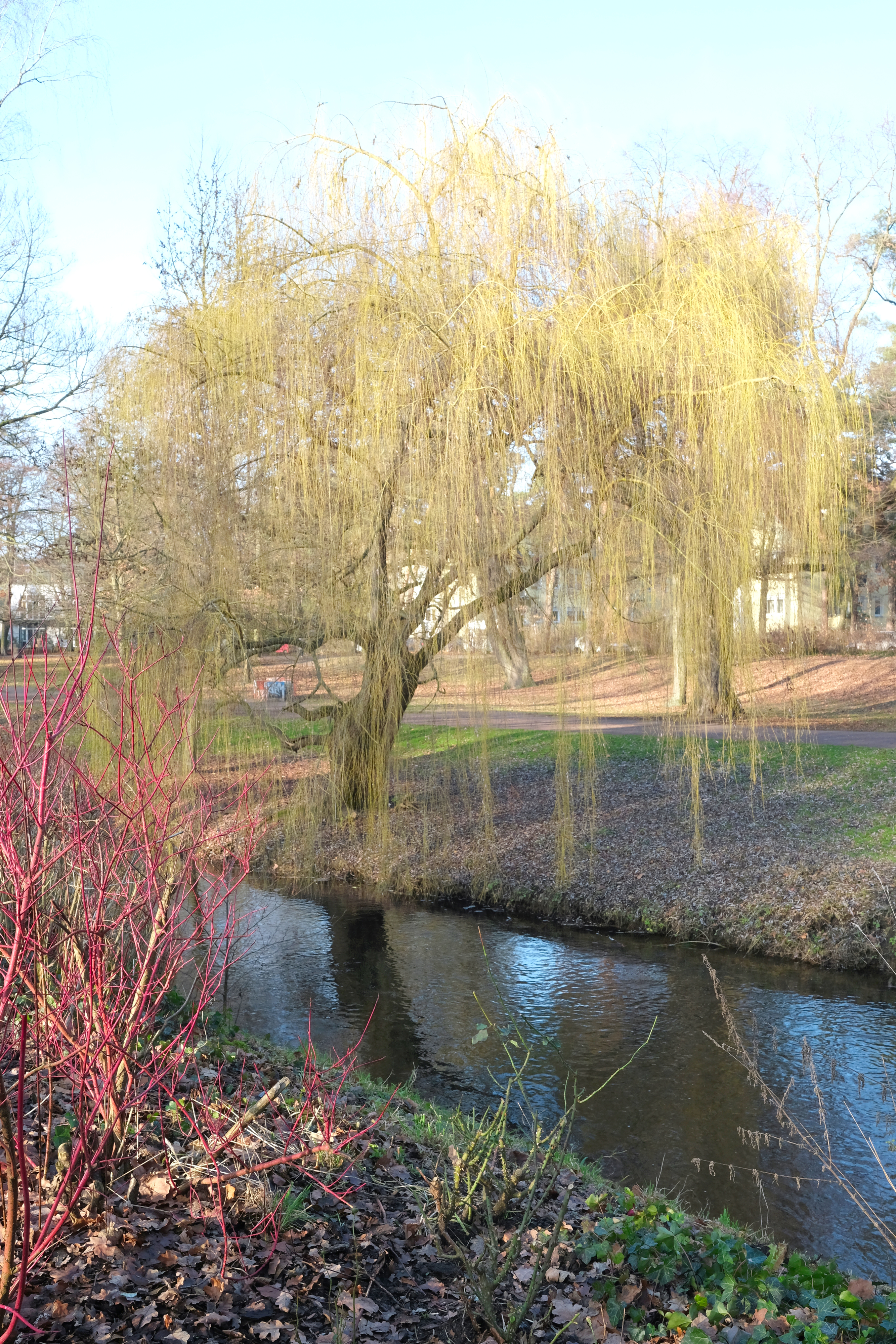
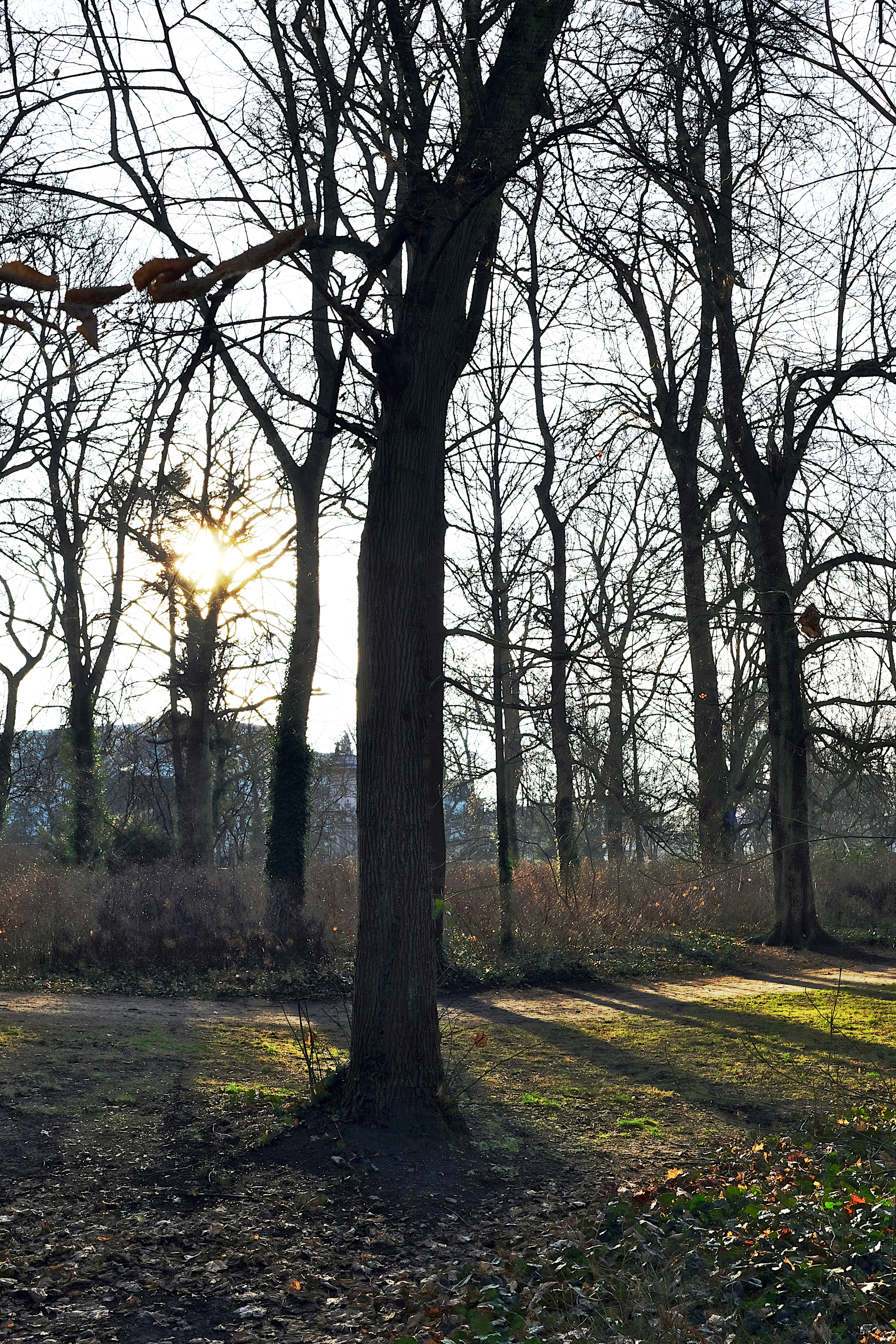
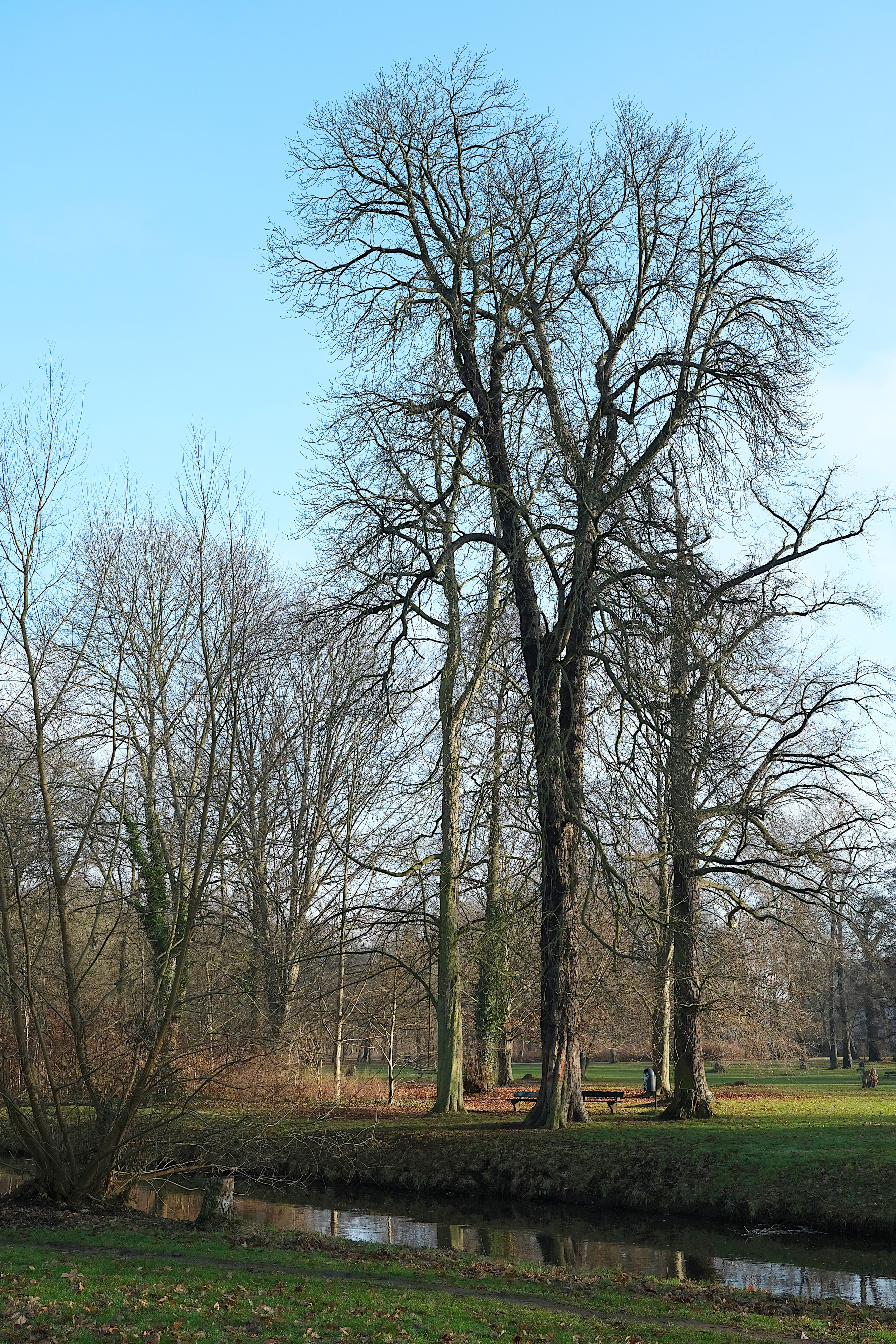
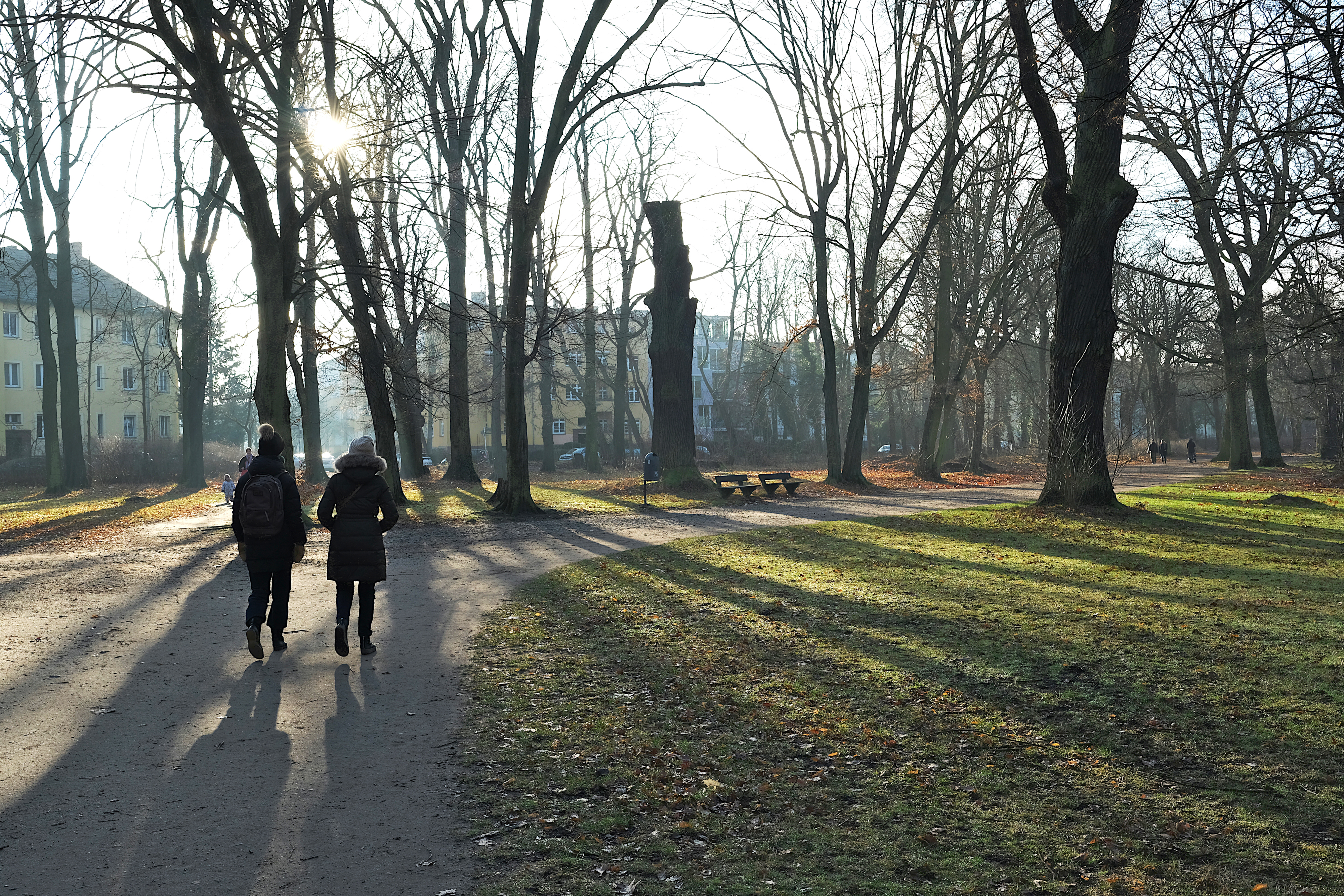

### Spielplatz, Parkgestaltung und Panke-Wanderweg

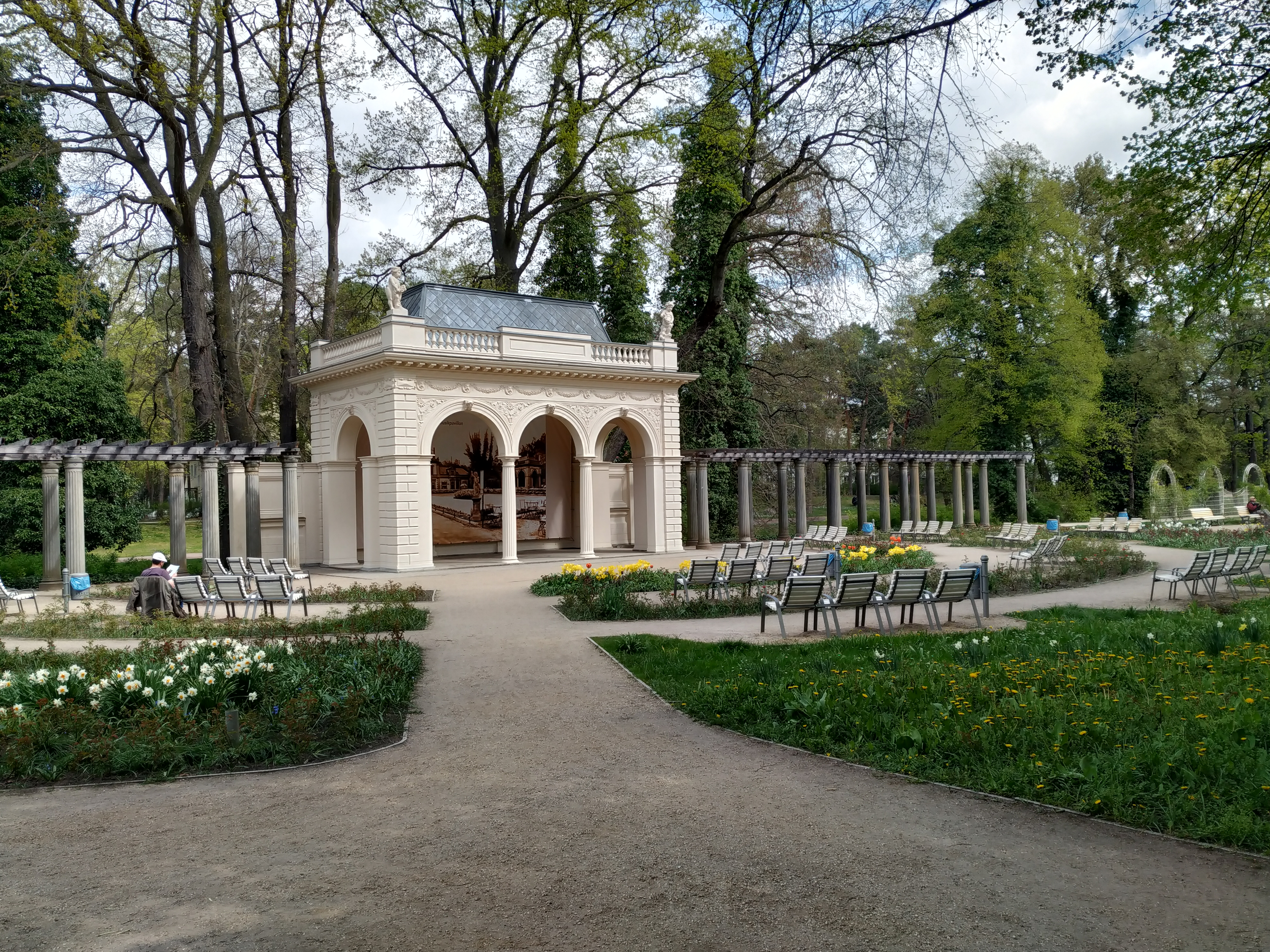
Musikpavillon im Bürgerpark Pankow mit Rosengarten

Am westlichen Rand des Bürgerparks gibt es nördlich der Panke im Volkspark Schönholzer Heide einen Spielplatz mit einem großen Kletterschiff. Direkt südwestlich anschließend befand sich bis 1990 die Berliner Mauer mit dem Kolonnenweg. Jetzt kann dort der Kinderbauernhof „Pinke Panke“ besucht werden. In der Nähe des Osteingangs steht seit 1968 ein vier Meter hochsteigender Springbrunnen in einem gemauerten 10-Meter-Becken. Seit den 1950er Jahren gab es im Park eine kleine Bücherei, ein Tiergehege sowie eine Freiluftgaststätte.
Seit den späten 1990er Jahren wurde der Fußweg entlang der Panke kontinuierlich ausgebaut. Er führt in einem Teilstück direkt durch den Bürgerpark.

### Kunst im Park (Auswahl)
Im Laufe der Jahre sind meist im Auftrag der öffentlichen Hand an verschiedenen Stellen des Parks Skulpturen und Denkmale aufgestellt worden. In chronologischer Folge sind das:
- 1951: Büste für Heinrich Mann, geschaffen von Gustav Seitz,
- 1958: Gazelle, von Walter Sutkowski,
- 1960: Johannes R. Becher, von Fritz Cremer,
- 1965: Turnende Knaben, von Gerhard Rommel; im Jahr 2011 gestohlen,
- 1971: Upright Figure Nr. 9, von René Graetz,[4]
- 1973: Denkmal für den tschechischen Schriftsteller und Widerstandskämpfer Julius Fučik; Die dort eingemeißelten Worte „Menschen, ich hatte Euch lieb, seid wachsam!“ stammen aus seiner Reportage unter dem Strang geschrieben. Die Anlage, vom Bildhauer Zdeněk Němeček geschaffen, ist ein Geschenk der ČSSR zu den X. Weltfestspielen 1973 in Berlin,
- 1987: Vegetative Landschaft, von Friedrich B. Henkel,
- 1989: Ruhender Mann, von Sabine Teubner-Mbaye,
- 1989: Stehendes Mädchen, von Sabine Teubner-Mbaye,
- 2006: Lange Bank, von Susanne Specht, gefärbter Beton[5].

Skulpturen im Bürgerpark
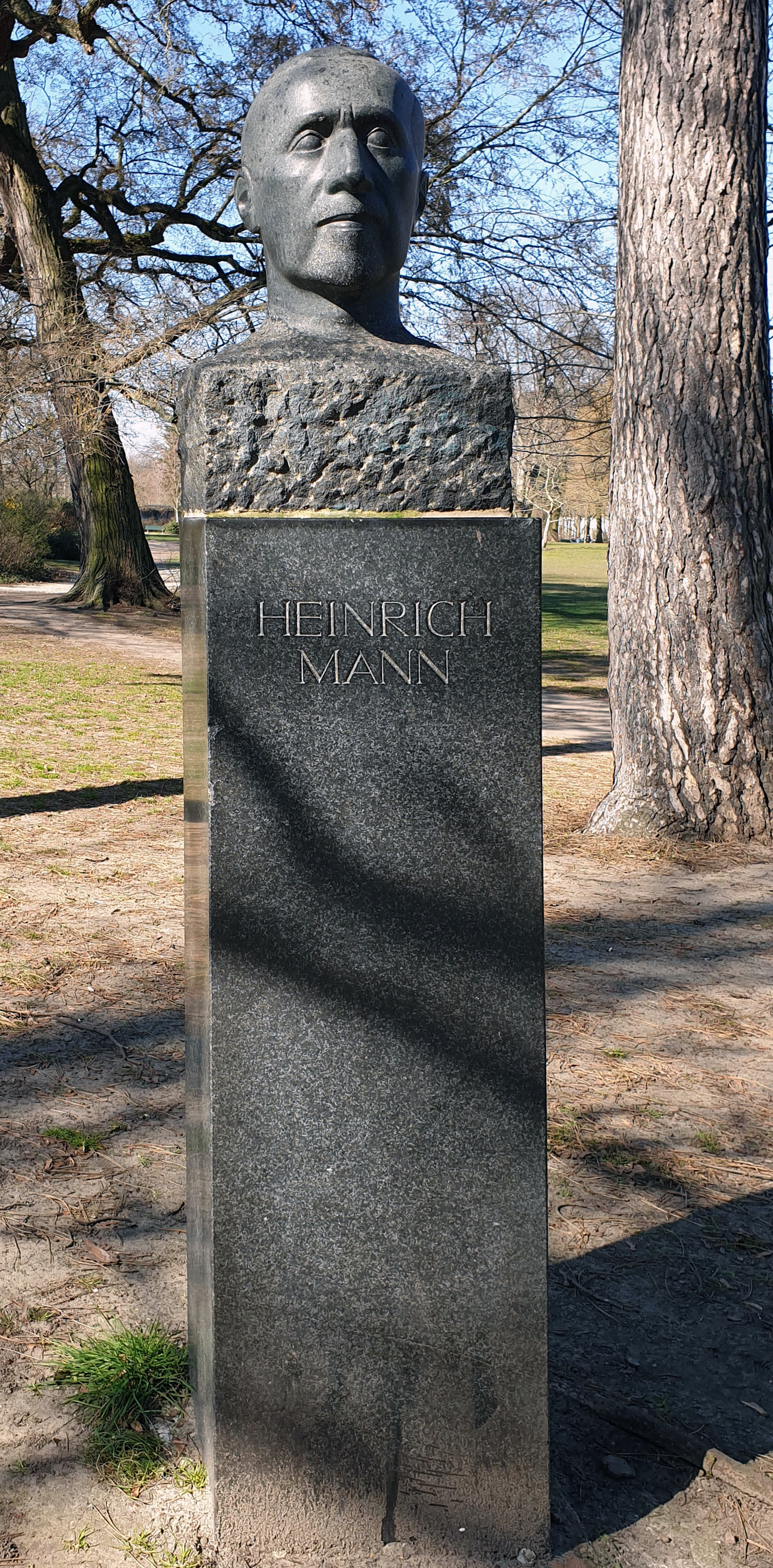
Heinrich Mann
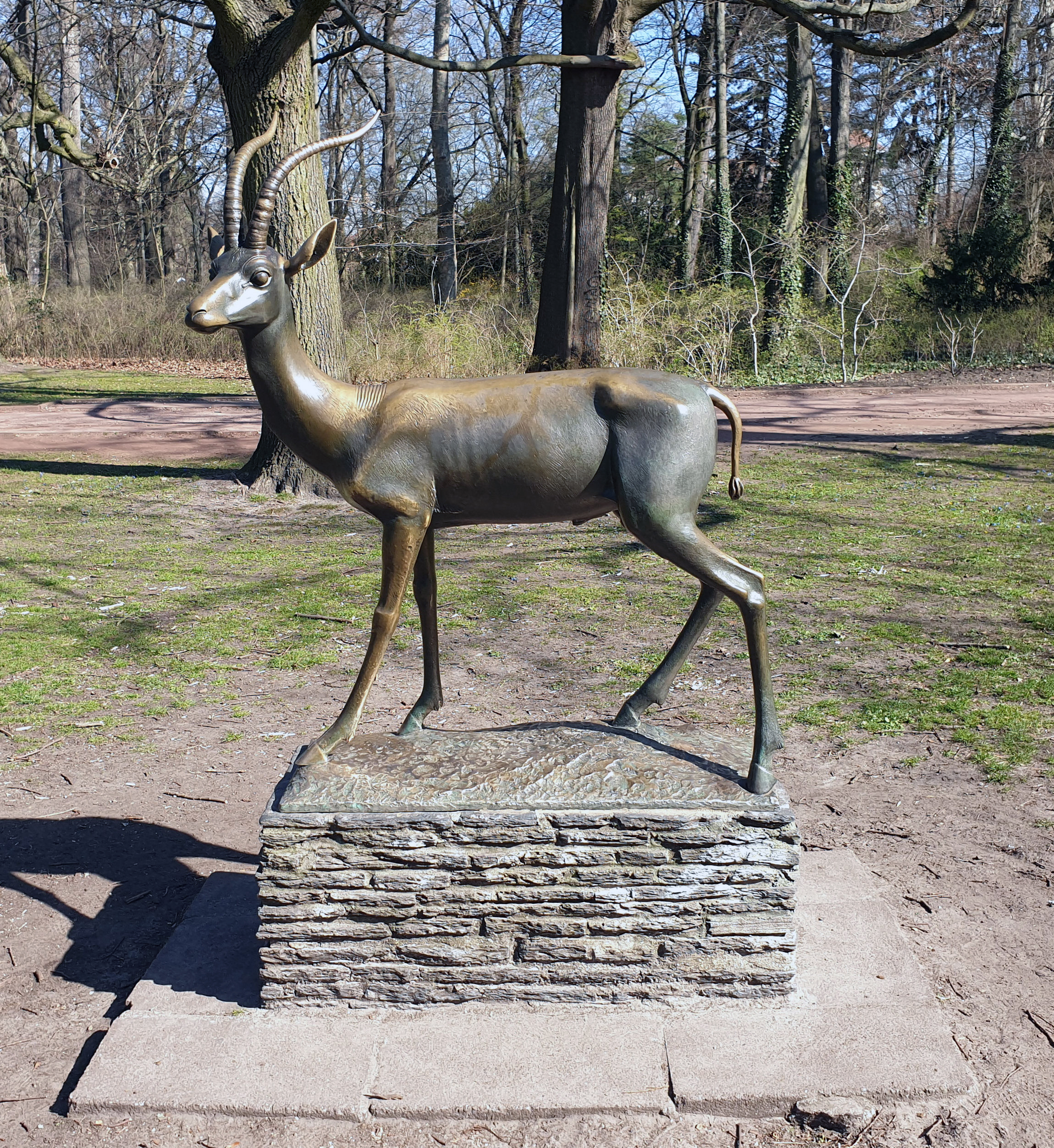
Gazelle
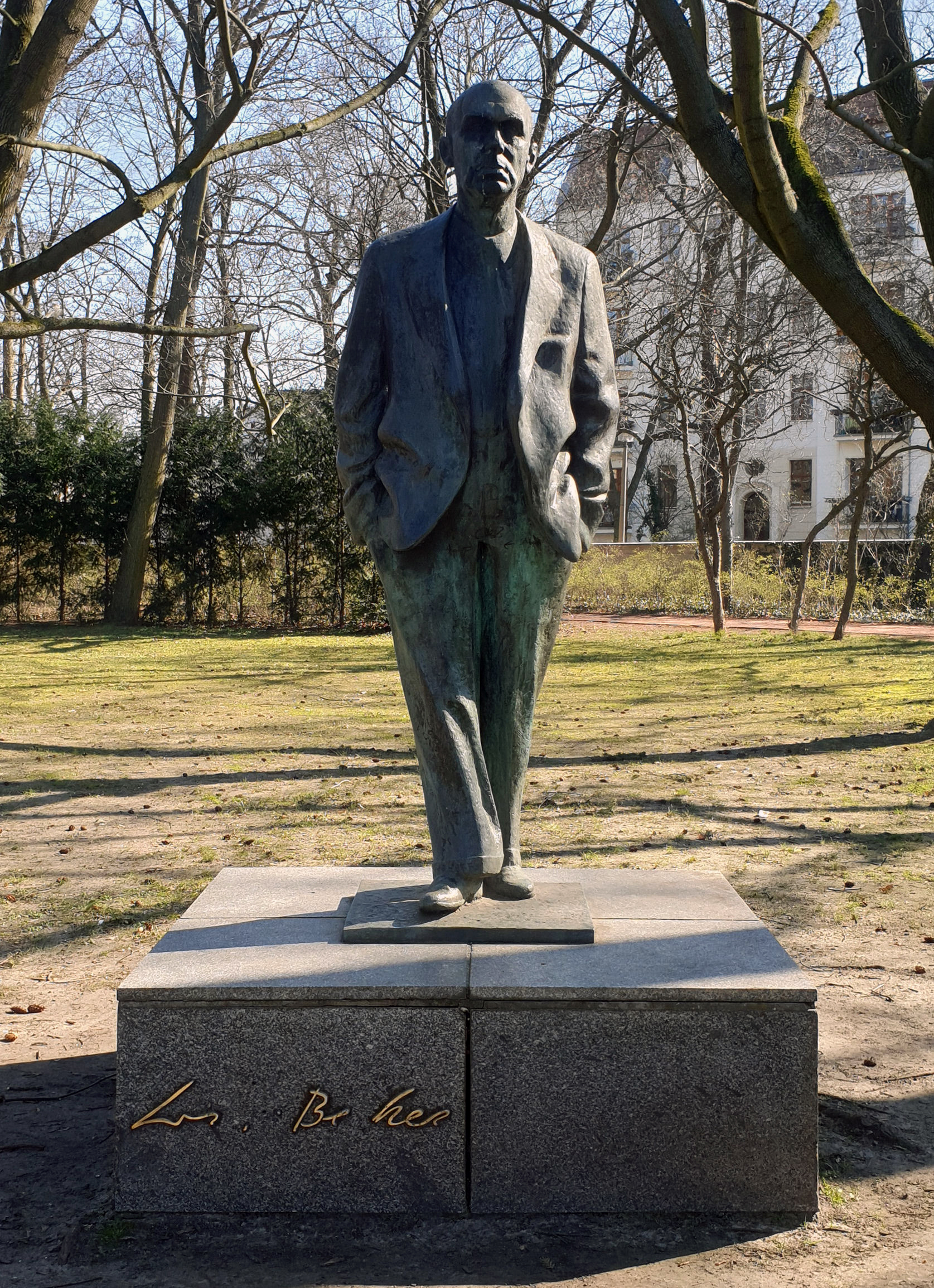
Johannes R. Becher
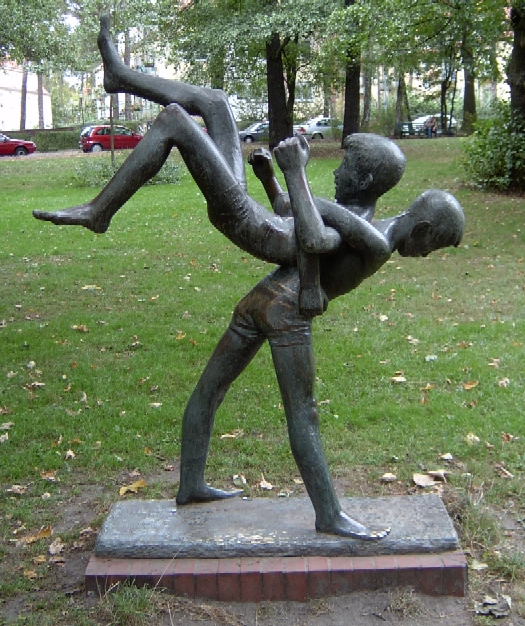
Turnende Knaben
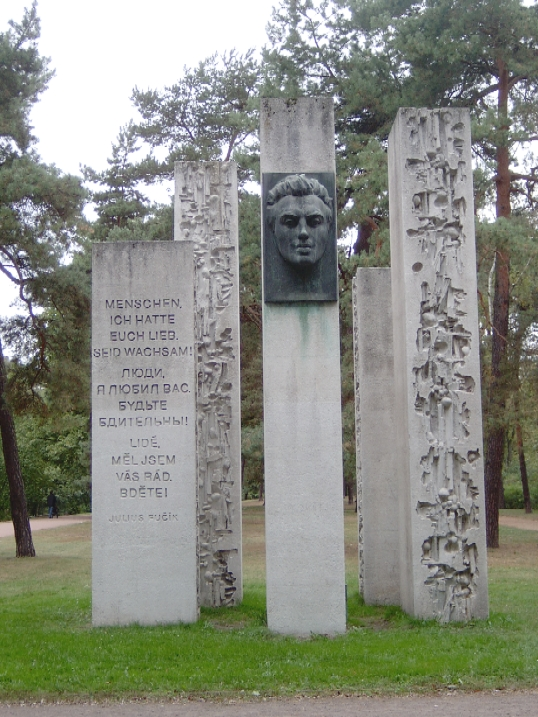
Denkmal für Julius Fučik
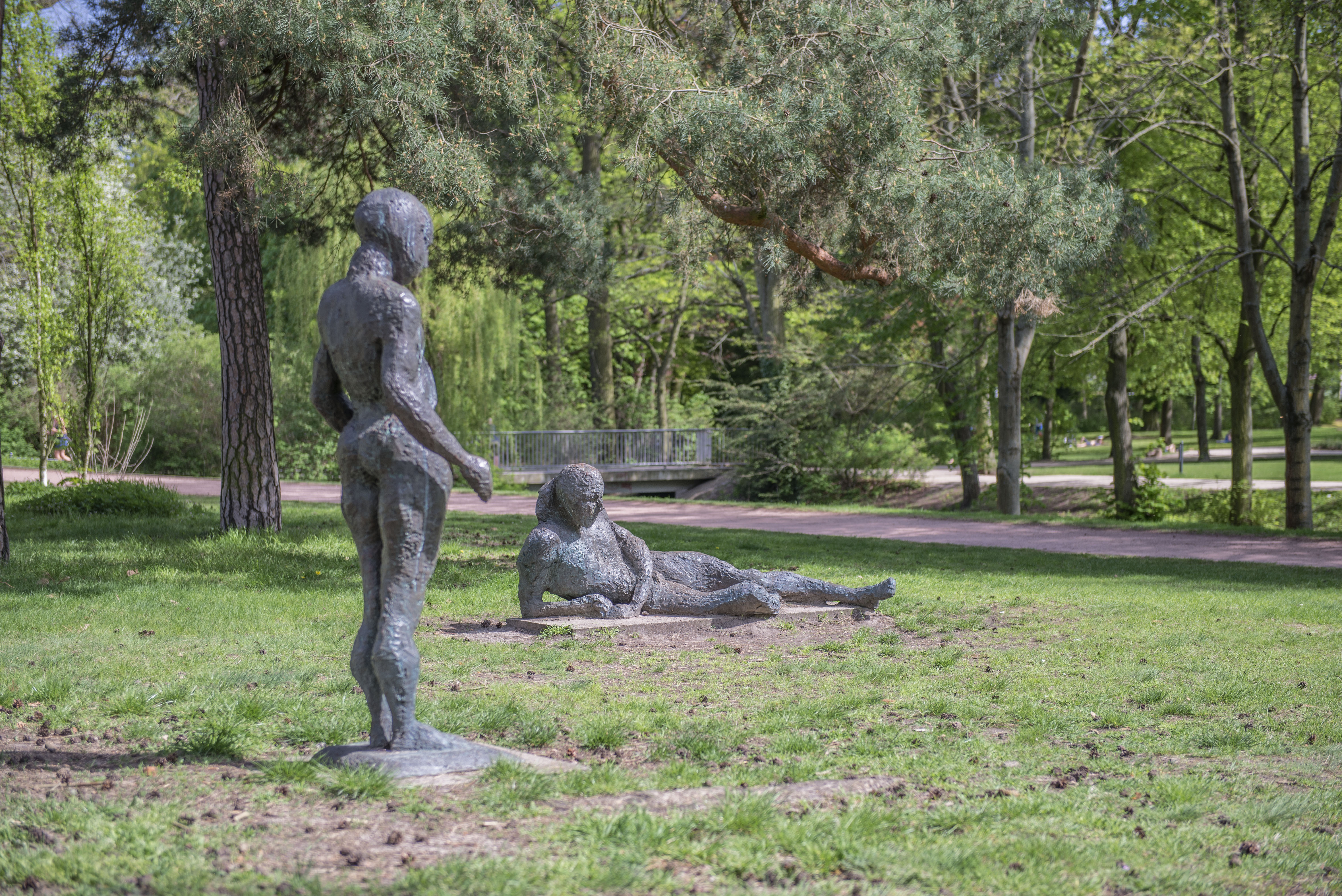
Ruhender Mann und Stehendes Mädchen
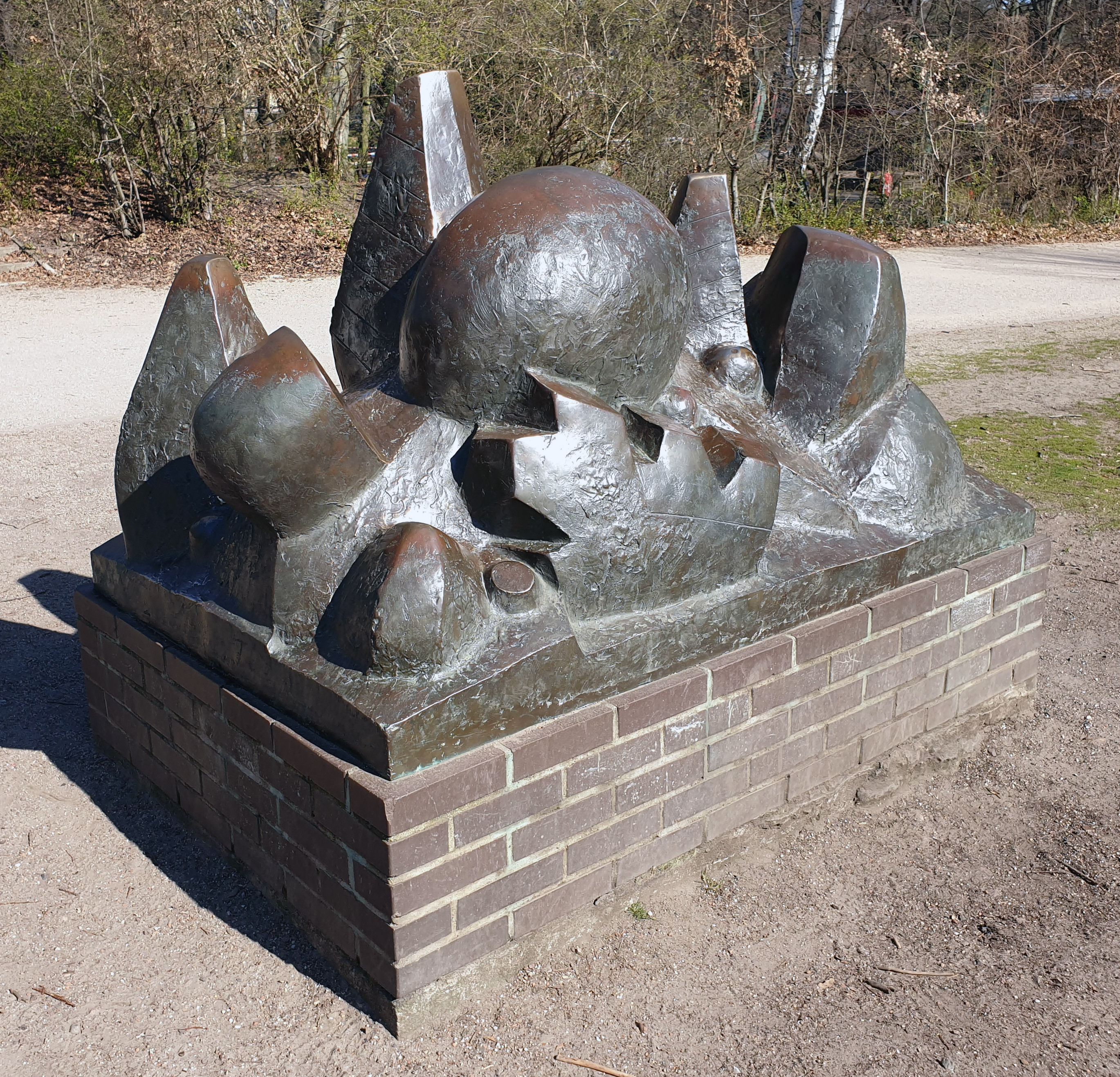
Große Vegetative Landschaft

Street art im Bürgerpark
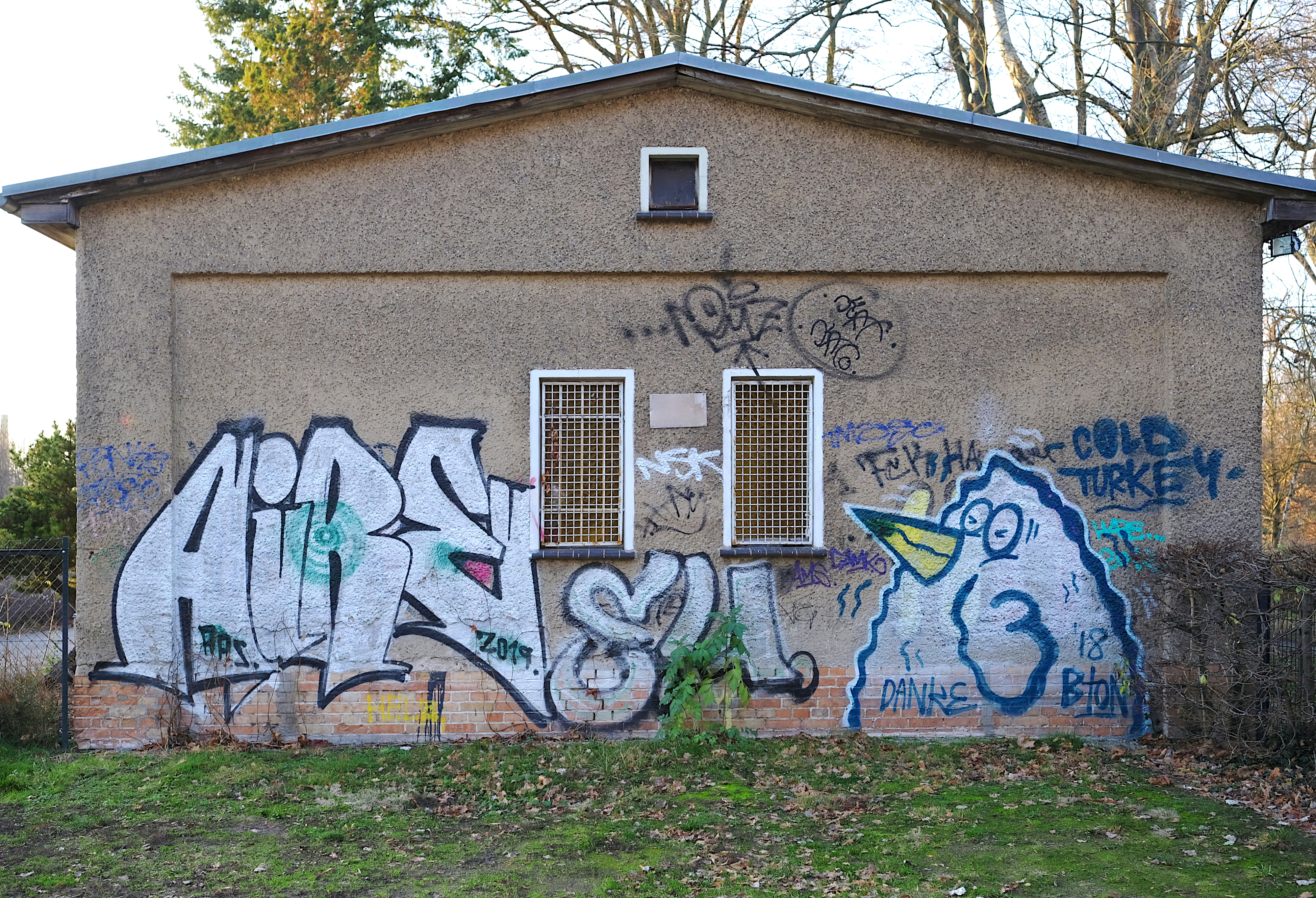
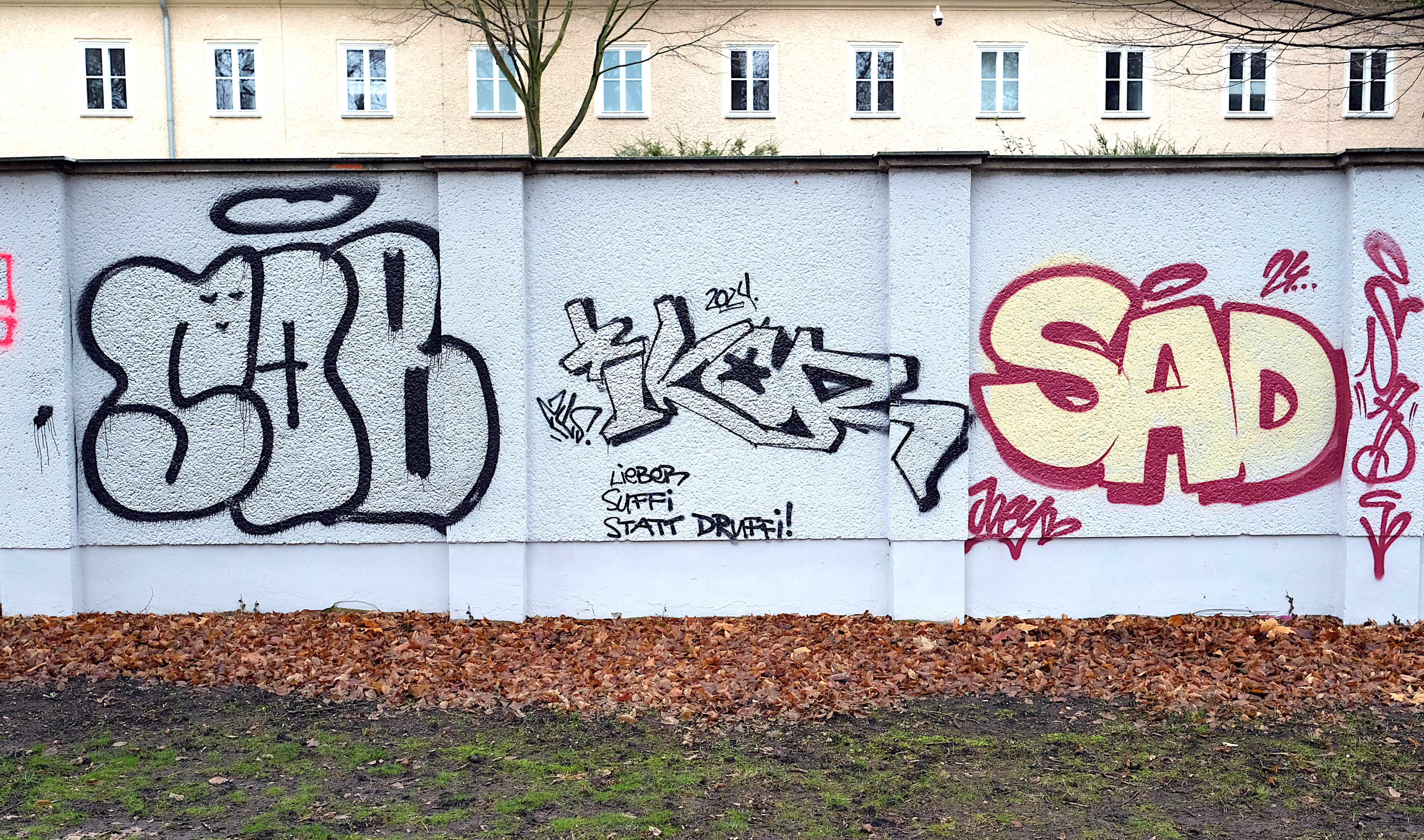
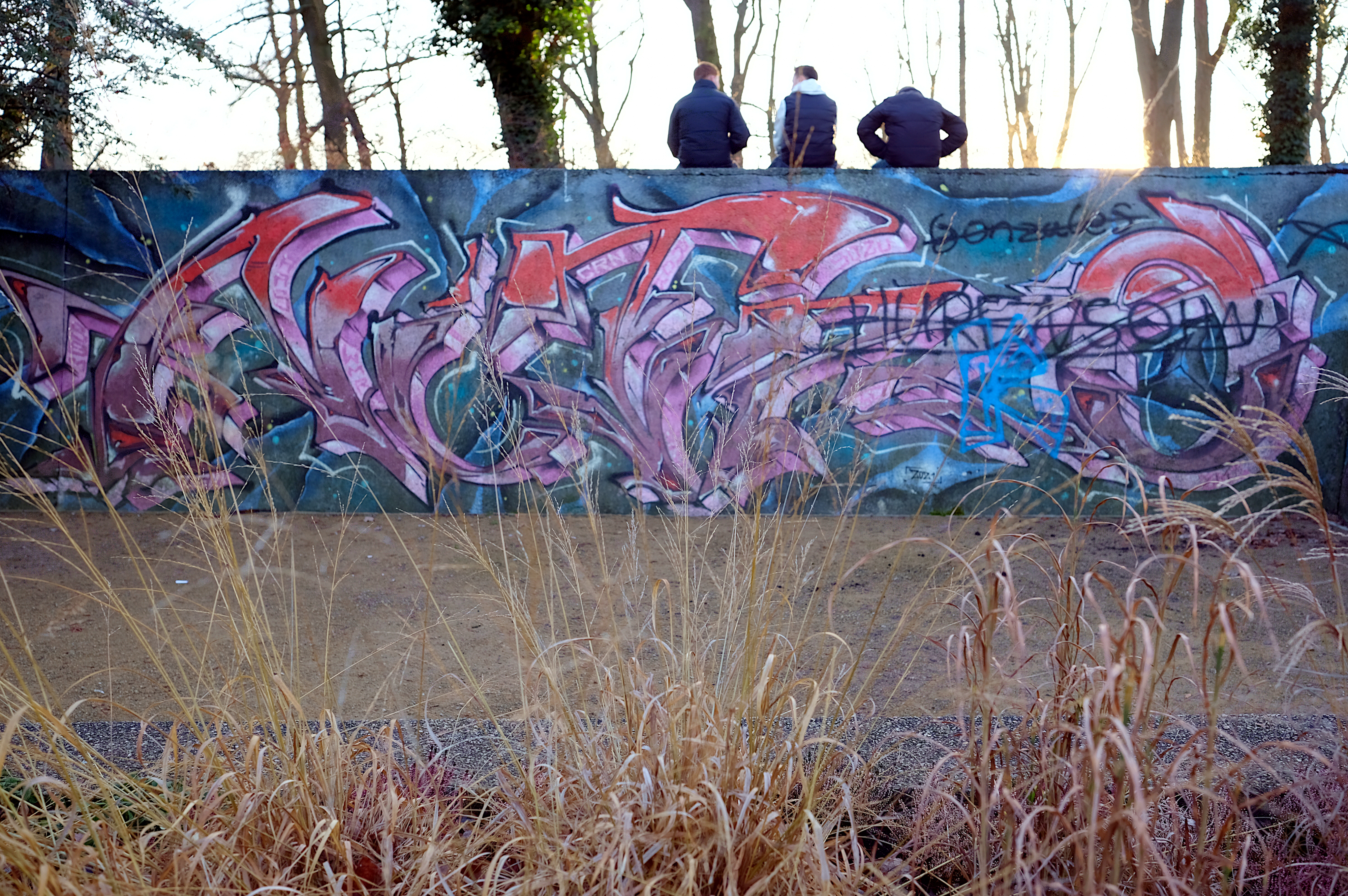
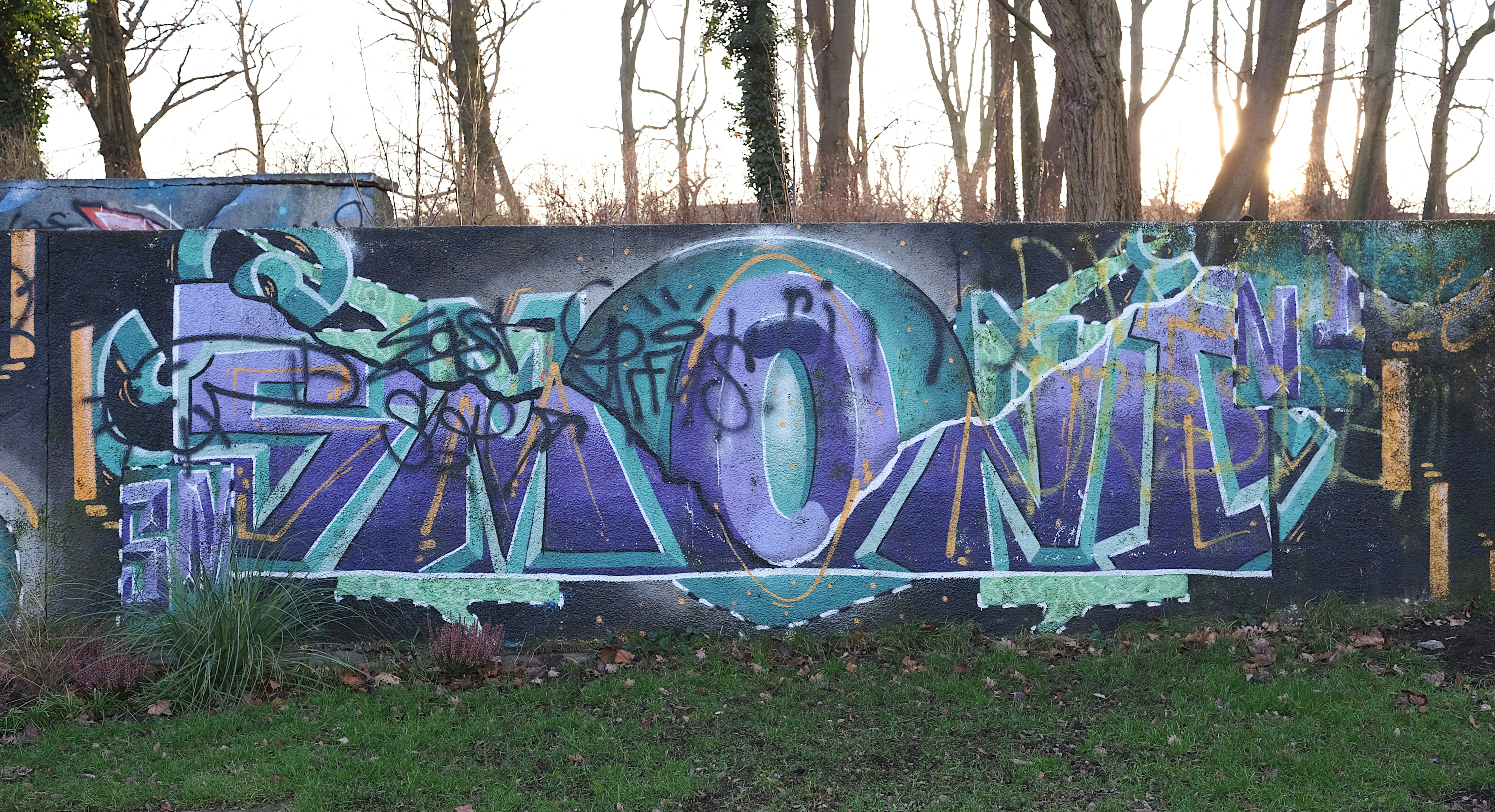
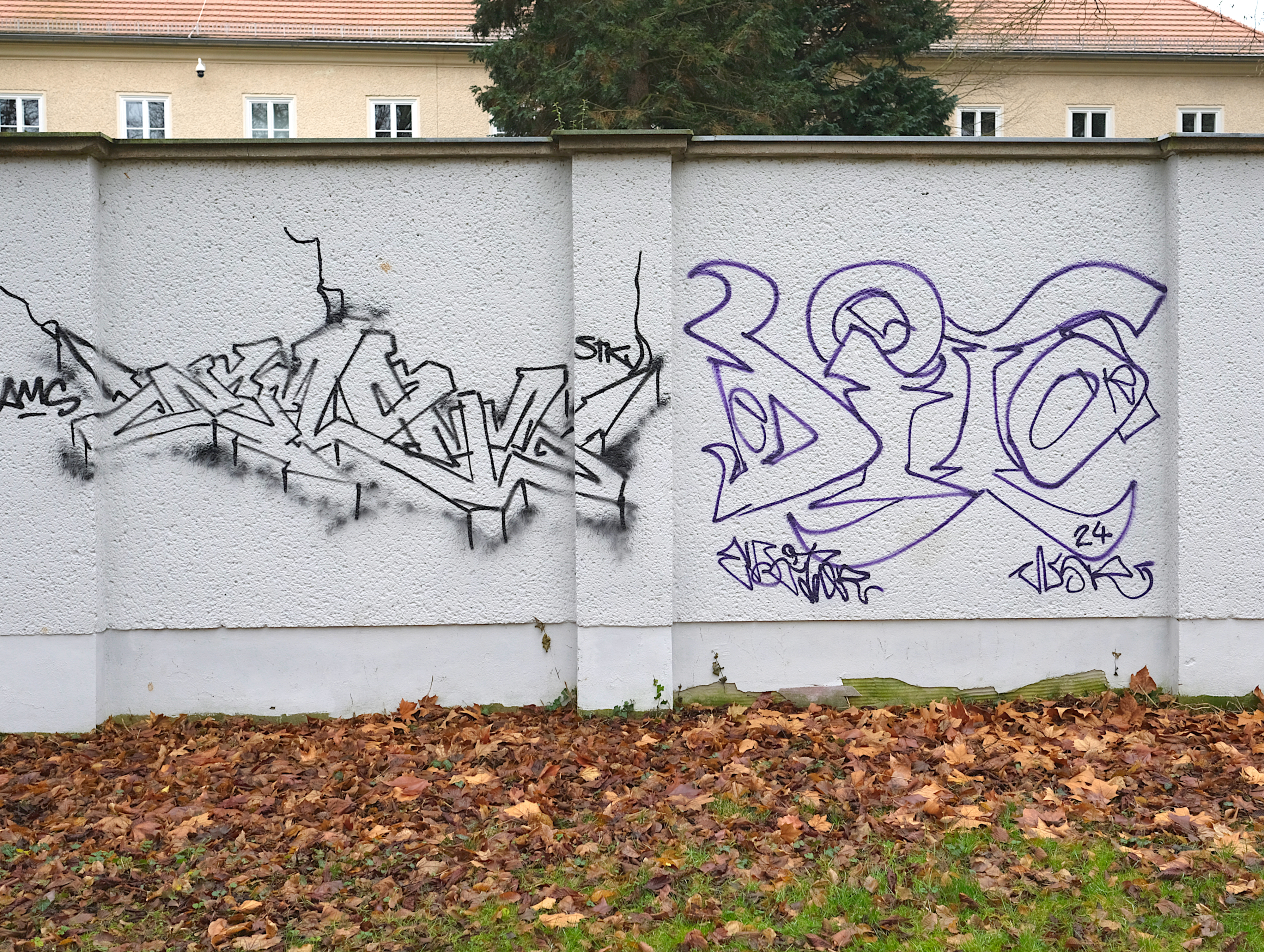
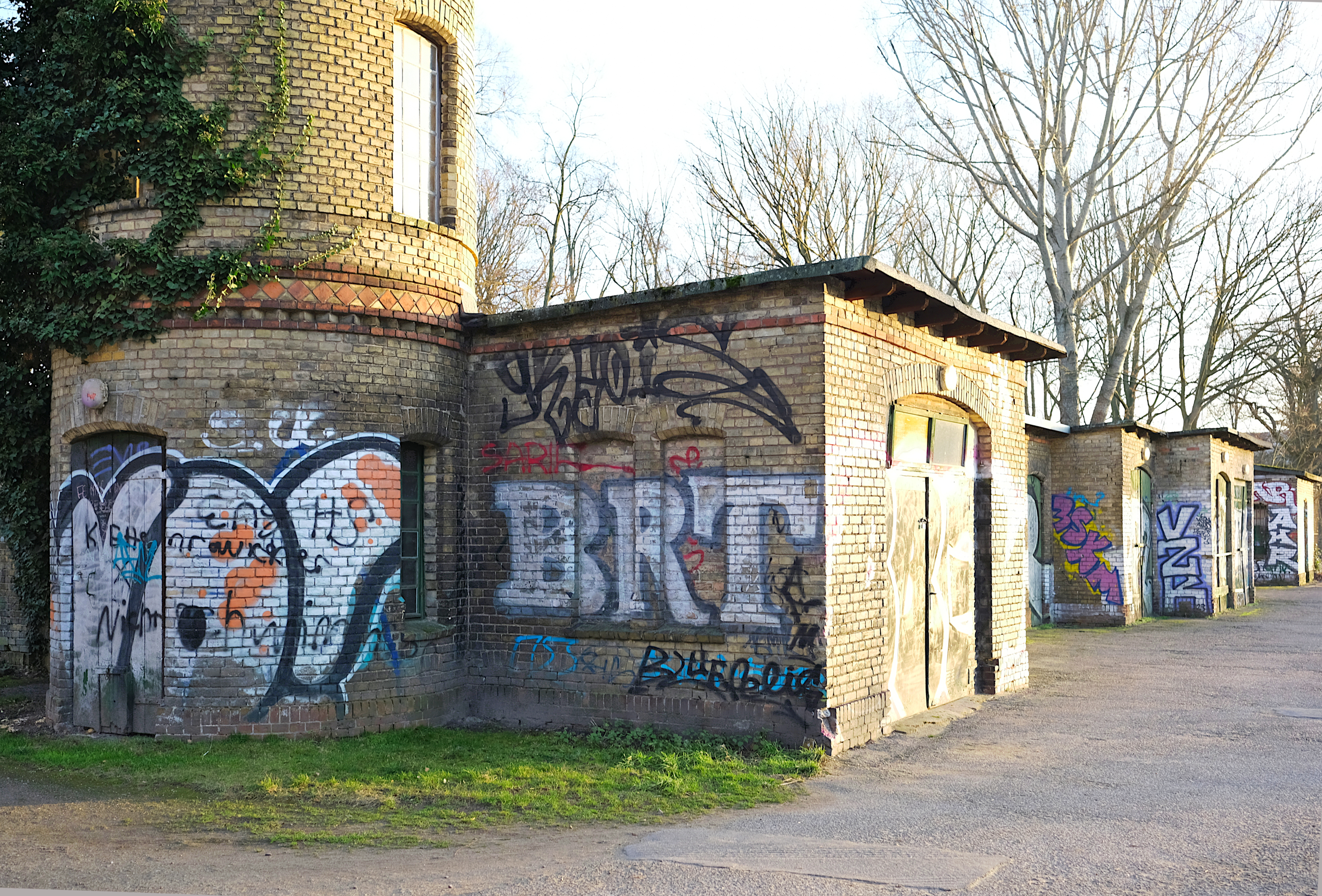

## Verkehrsanbindungen
Der Bürgerpark ist vom S-Bahnhof Wollankstraße oder dem S-/U-Bahnhof Pankow zu erreichen. Mit der Straßenbahnlinie M1 und den Bussen der Linien 155 und 250 bis zur Haltestelle Bürgerpark Pankow gelangt man ebenfalls zum Park. Die Buslinie 255 hält an der Station Wilhelm-Kuhr-Straße, die genau zum Haupteingang führt. Durch den Park führt der Panke-Rad- und Wanderweg entlang der Panke. Zudem verläuft der Berliner Mauerweg am Südwestrand des Bürgerparks.